# Вторая Вексенская война
Вексенская война 1097—1099 — попытка английского короля Вильгельма II Рыжего овладеть Французским Вексеном.